# Verdura de hoja

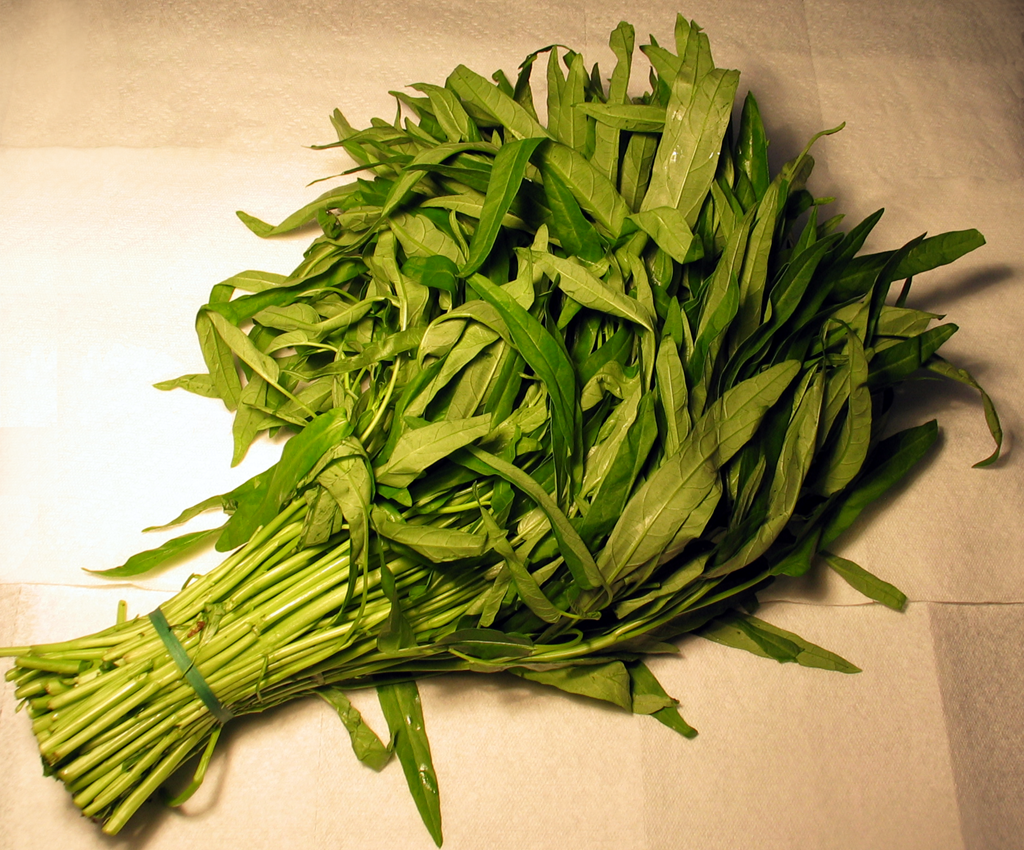
Espinaca de agua fresca.

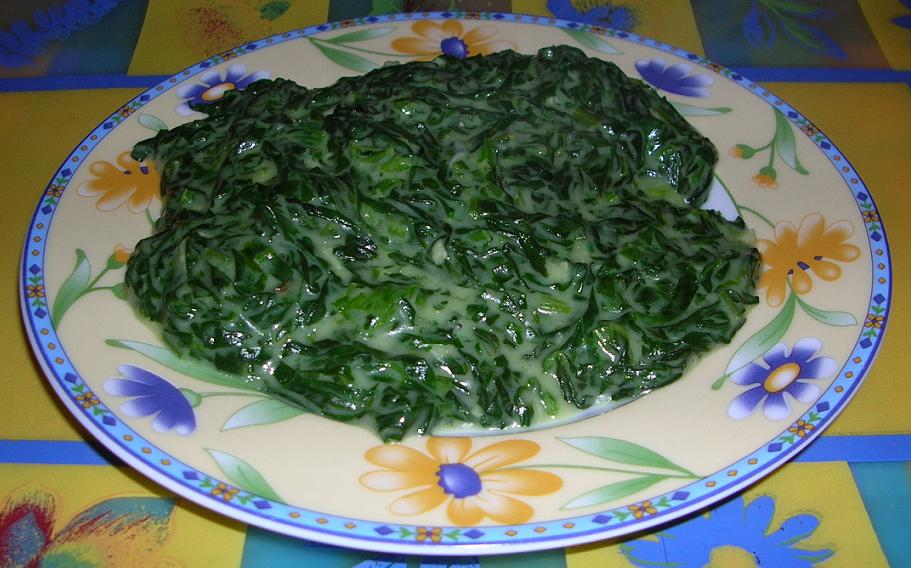
Espinaca a la crema.

Se llama verduras de hoja a aquellas plantas que cuentan con hojas comestibles, y a veces también peciolos y brotes. Aunque el término engloba a una amplia variedad de especies, la mayoría comparten características nutricionales y usos gastronómicos.
Se conocen casi 1000 especies de plantas con hojas comestibles. La mayoría de ellas son plantas herbáceas efímeras como la lechuga y la espinaca. Algunas plantas leñosas cuyas hojas pueden comerse incluyen especies de Adansonia, árbol de angélica, Moringa, Morus y Toona.
Las hojas de muchos pastos también son comestibles para los humanos, pero solo suelen consumirse en caso de hambruna. Algunos ejemplos son la alfalfa, el trébol y la mayoría de las gramíneas, incluyendo el trigo y la cebada. Estas plantas son a menudo mucho más prolíficas que las verduras de hoja tradicionales, pero la explotación de sus nutrientes es complicada, principalmente por su alto contenido en fibra. Este obstáculo puede salvarse con un mayor procesado, incluyendo el secado y la molienda, o el prensado y triturado para obtener su jugo.

## Nutrición
Las verduras de hoja suelen ser bajas en calorías y en grasa, altas en proteína por caloría, fibra alimentaria, hierro y calcio, y muy altas en fitoquímicos tales como la vitamina C, los carotenoides, la luteína y el ácido fólico, así como la vitamina K.

## Preparación
La mayoría de las verduras de hoja pueden comerse crudas, por ejemplo en sándwiches o ensaladas. Las hojas también pueden emplearse para envolver otros ingredientes, como en el caso del sarma. También pueden saltearse, estofarse o cocerse al vapor. La verdura de hoja estofada con cerdo es un plato típico de la soul food y la gastronomía del sur de Estados Unidos. También es frecuente en diversos platos asiáticos como el saag.